# Olympique Lyonnais 1968-1969
Questa voce raccoglie le informazioni riguardanti l'Olympique Lyonnais nelle competizioni ufficiali della stagione 1968-1969.

## Maglie
Viene ripristinata la divisa abolita nella stagione 1966-1967, con i calzoncini blu.
| Manica sinistra · Maglietta · Maglietta · Manica destra · Pantaloncini · Calzettoni |

## Rosa
| N. |                           | Ruolo | Calciatore         |
| -- | ------------------------- | ----- | ------------------ |
|    | Francia (bandiera)        | P     | Yves Chauveau      |
|    | Francia (bandiera)        | D     | Lucien Degeorges   |
|    | Francia (bandiera)        | D     | Yves Flohic        |
|    | Francia (bandiera)        | D     | Jacques Glyczinski |
|    | Lussemburgo (bandiera)    | D     | Erwin Kuffer       |
|    | Francia (bandiera)        | D     | Bernard Lhomme     |
|    | Francia (bandiera)        | D     | Robert Nouzaret    |
|    | Cecoslovacchia (bandiera) | D     | Ján Popluhár       |
|    | Marocco (bandiera)        | C     | Mohamed Bouassa    |
|    | Francia (bandiera)        | C     | Marcel Le Borgne   |

| N. |                      | Ruolo | Calciatore      |
| -- | -------------------- | ----- | --------------- |
|    | Argentina (bandiera) | C     | Héctor Maison   |
|    | Francia (bandiera)   | C     | Georges Prost   |
|    | Francia (bandiera)   | C     | Daniel Ravier   |
|    | Francia (bandiera)   | A     | Fleury Di Nallo |
|    | Francia (bandiera)   | A     | François Félix  |
|    | Francia (bandiera)   | A     | André Guy       |
|    | Algeria (bandiera)   | A     | Mohamed Lekkak  |
|    | Francia (bandiera)   | A     | André Perrin    |
|    | Francia (bandiera)   | A     | Ángel Rambert   |
|    | Francia (bandiera)   | A     | Alain Thomas    |